# 馬立訓
馬立訓（1920年—1945年），中國八路軍爆破英雄。歷任戰士、班長、排長。 山東省淄川人。

## 生平
1932年，在煤窯當小苦工，不久國軍招募其入伍。

### 參加八路軍
1940年4月參加八路軍。他創新偷爆、強爆、飛爆等技術，先後參加戰鬥40餘次，爆破成功20餘次，炸死日偽500餘人。被譽為「爆破大王」。

### 戰績
1941年，協助炸毀萊蕪吳家窪據點，炸死30餘人。1942年7月，利用軍毯紮成炸藥包，用手榴彈引爆，炸掉日偽岳家村據點，全殲守軍。同年8月，於山東省泗水孫徐戰鬥炸毀日偽4座碉堡，殲滅守軍60餘名。1943年11月，在魯南柱子村戰鬥偷襲爆破日偽炮樓，被敵發現，他隱蔽在壕溝，用軍帽示形，吸引敵機槍火力，迂回炸塌守軍圩牆和炮樓。
1944年5月，加入中國共產黨。同月，在山東省平邑縣攻克日軍龐莊據點戰鬥，炸開第一道障礙後，見地形有利，即上前炸開門樓，部隊迅速突破。在魯南天井汪圍殲日偽軍戰鬥，3丈高四層碉堡火力壓制部隊，他沖上炸毀。當年7月，他在八路軍山東軍區英雄模範大會上評為「特等戰鬥英雄」。

### 戰鬥犧牲
1945年3月，在沙溝崖戰鬥，國軍炮樓構築在斜坡上，難以爆破。他用木棍綁三角架，冒著守軍機槍掃射，撐住木架，將炸藥包送至炮樓半腰，在快要爆炸時才轉身隱蔽，炮樓炸毀。8月3日，帶領突擊班偷襲城門，於滕縣閻村戰鬥中犧牲。9月，他所在排被魯南軍區命名為「馬立訓排」，閻村命名為「立訓村」。馬立訓式爆破運動於魯南軍區展開。